# Helmut Löffler

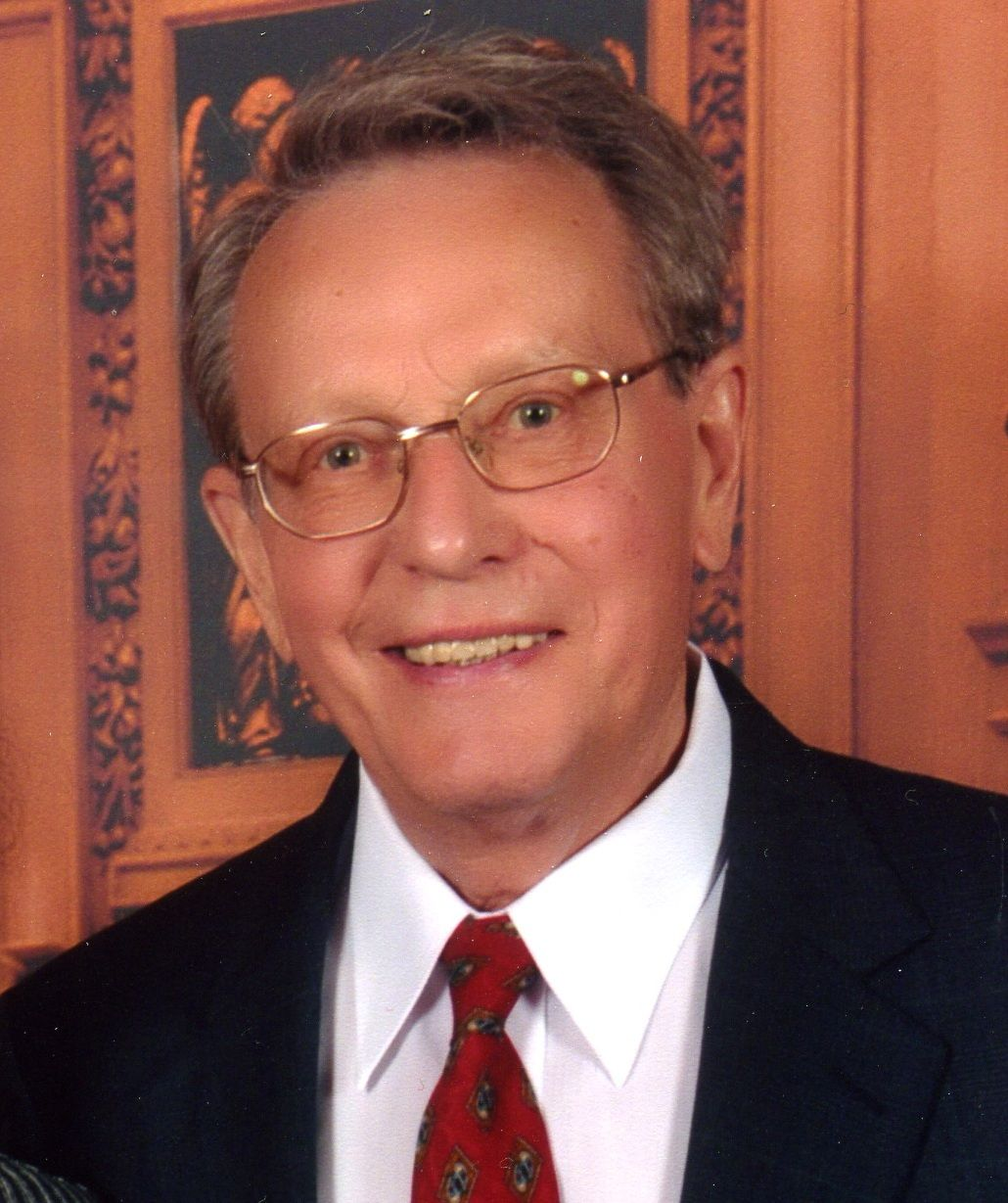
Helmut Löffler (2014)

Helmut Arthur Löffler (* 6. Januar 1934 in Brünn/Thür.; † 9. Juli 2025) war ein deutscher Wissenschaftler und Ingenieur. Als Professor an der Technischen Universität Dresden leistete er ab den 1970er Jahren Grundlagenforschung im Bereich Netzwerke und Datenübertragung. Er war Mitverfasser des 1992 erschienenen ersten deutschsprachigen Taschenbuchs der Informatik.

## Leben
Löffler war das vierte Kind des Arbeiters und Postboten Albert Löffler und seiner Ehefrau Berta Löffler geb. Dötsch. Nach dem Besuch der Volksschule in seinem Geburtsort besuchte er die Arthur-Becker-Schule in Eisfeld. Das Abitur legte er 1952 an der Geschwister-Scholl-Oberschule in Hildburghausen ab.
An der Technischen Hochschule Dresden studierte Helmut Löffler von 1952 bis 1958 Elektrotechnik und Kerntechnik und erwarb den akademischen Grad Diplomingenieur der physikalischen Kerntechnik. Nach dem Studienende war er wissenschaftlicher Assistent und später Oberassistent am Institut für Anwendung radioaktiver Isotope der TH Dresden (seit 1961 Technische Universität). Im Rahmen einer von der Industrie finanzierten Auftragsforschung arbeitete er mehrere Jahre in der Dresdner Forschungs- und Versuchsanstalt für Strömungsmaschinen. Ein Ergebnis dieser Forschung bildete die Grundlage seiner Dissertation A, mit der er 1965 zum Dr.-Ing. promovierte.
Im Jahr 1970 erwarb Löffler an der damaligen Fakultät für Datenverarbeitung der TU Dresden den akademischen Grad Doktor der Technischen Wissenschaften (Dr. sc. techn.), später gleichgesetzt mit Dr.-Ing. habil. Inhalt der entsprechenden Dissertation B waren seine Forschungsergebnisse über elektrische Messungen nichtelektrischer Größen unter Verwendung von Kernstrahlung in verschiedenen Industriezweigen.
Im Rahmen eines Freundschaftsvertrages zwischen der Universidad Técnica del Estado de Santiago de Chile und der TU Dresden hatte er von 1969 bis 1971 eine Forschungsprofessur in Santiago inne. 1971 wurde er als Hochschullehrer an die TU Dresden berufen. Sein Hauptarbeitsgebiet wurde die Vernetzung von Computern. 1974 erfolgte seine Berufung zum ordentlichen Professor für Informationsgewinnung und -übertragung an die TU Dresden. Das von ihm geleitete Team an der Sektion Informationsverarbeitung war an Entwurf, Aufbau und der späteren Nutzung des Rechnernetzes DELTA beteiligt, einem Gemeinschaftsprojekt der Akademie der Wissenschaften der DDR und der TU Dresden. Ab Beginn der 1980er Jahre gehörten lokale Netze (LAN) und Hochgeschwindigkeits-Datenkommunikation zum Schwerpunkt seines Wirkens in der Grundlagenforschung und Forschungsnutzung.
Von 1977 bis 1990 war Löffler Leiter des Wissenschaftsbereiches Rechnersysteme und von 1986 bis 1990 der für Forschung zuständige Direktor des Informatik-Zentrums des Hochschulwesens der DDR an der TU Dresden. Als Gastprofessor arbeitete er 1990/91 am Department of Computer Science in Engineering der University of Nebraska-Lincoln (USA).
Gemeinsam mit Jürgen Meinhardt und Dieter Werner verfasste Helmut Löffler das erste deutschsprachige Taschenbuch der Informatik, das 1992 im Fachbuchverlag Leipzig erschien. 1992 gründete er ein Ingenieurbüro und verließ 1993 auf eigenen Wunsch endgültig die TU Dresden. Hauptarbeitsgebiete des Ingenieurbüros war Optimierung von Kommunikationsnetzen und IT Service Management.
Im Rahmen des Senior Expert Services (SES) wirkte er 2008 als Gastprofessor an der Universidad Tecnológica de la Zona Metropolitana de Guadalajara in Mexiko.
Helmut Löffler war verheiratet mit Ursula Löffler, geb. Wittrin.
Er war Ehrenmitglied des Sächsischen Telekommunikationszentrums e. V.

## Ausgewählte Veröffentlichungen
- Markierte Atome in der Technik. VEB Deutscher Verlag für Grundstoffindustrie, Leipzig 1962 (mit S. Koch).
- La radioactividad del salitre potásico y posibilidades de su aprochimiento. Contribuciónes Científicas y Tecnológicas. No. 8, Universidad Técnica del Estado, Santiago de Chile 1972.
- Information, Signal, Nachrichtenverkehr. Akademie-Verlag, Berlin 1980.
- Rechnernetzwerke. VEB Verlag Technik, Berlin 1982.
- Rechnerverbundsysteme. Akademie-Verlag, Berlin 1984.
- Lokale Netze. Carl Hanser Verlag, München 1988, ISBN 3-05-500229-6.
- Taschenbuch der Informatik. Fachbuchverlag Leipzig 1992 (mit Jürgen Meinhardt und Dieter Werner), ISBN 3-343-00668-8.
- Breitband-ISDN und ATM; Frame-Relay. In: Friedhelm Bergmann, Hans-Joachim Gerhardt, Wolfgang Frohberg (Hrsg.) Taschenbuch der Telekommunikation. Fachbuchverlag Leipzig 1999, ISBN 978-3-446-21750-8
- LAN, MAN, WAN. In: Friedhelm Bergmann, Hans-Joachim Gerhardt, Wolfgang Frohberg (Hrsg.): Taschenbuch der Telekommunikation. Hanser Verlag München/Wien 2000, ISBN 978-3-446-21750-8
- Rechnernetzforschung und -entwicklung an der TU Dresden. In: B. Demuth (Hrsg.): Lecture Notes in Informatics (LNI), Vol. T-3 – Gesellschaft für Informatik, Bonn, 2008
- Taschenbuch der Nachrichtentechnik. Fachbuchverlag Leipzig im Carl Hanser Verlag München 2008 (mit Wolfgang Frohberg und Horst Kolloschie), ISBN 978-3-446-41602-4.
- Datenkommunikation. In: Uwe Schneider: Taschenbuch der Informatik. (7. Aufl.) Fachbuchverlag Leipzig im Carl-Hanser Verlag, München 2012, ISBN 978-3-446-42638-2.

### Dissertationen
- Entwicklung und Erprobung von Meßverfahren zur Bestimmung der örtlichen Dampfdichte in einer Niederdruckturbine unter Ausnutzung der Absorption von Betastrahlung. Dissertation (A), TU Dresden 1965
- Elektrische Messungen mechanischer Größen unter Verwendung von Radionukliden in der elektrotechnischen, chemischen und energietechnischen Industrie. Dissertation (B), TU Dresden 1970